# 9010 Candelo
9010 Candelo è un asteroide della fascia principale. Scoperto nel 1984, presenta un'orbita caratterizzata da un semiasse maggiore pari a 2,2805033 UA e da un'eccentricità di 0,1109130, inclinata di 2,52501° rispetto all'eclittica.
L'asteroide è dedicato a Candelo, comune italiano in provincia di Biella, il cui ricetto è oggigiorno sede di un museo e ospita vari eventi culturali, tra cui convegni di astronomia.
All'inizio del 2025 è stato scoperto che si tratta di un asteroide binario con un periodo orbitale di circa 12,958 ore .